# Graziella Fumagalli
Graziella Fumagalli (Casatenovo, 24 agosto 1944 – Merca, 22 ottobre 1995) è stata un medico italiano, volontaria cattolica uccisa nel 1995 in Somalia nel Centro Antitubercolare della Caritas Italiana che dirigeva .

## Biografia
Nata a Casatenovo, nel 1944, in una famiglia numerosa e non agiata, inizia a lavorare come operaia a 15 anni per potersi pagare gli studi. 
Graziella Fumagalli si laurea in Medicina e Chirurgia a Milano nel 1980. Lavora quindi come assistente presso il Policlinico di Milano, si specializza in Chirurgia Pediatrica in Francia nel 1985 e perfeziona gli studi in Medicina Tropicale nel 1989. Nello stesso anno si sposta in Africa, come capo-medico del Progetto Integrato Sanità e Acqua in Guinea-Bissau con l'organizzazione non-governativa (ONG) Mani Tese ove rimane per quattro anni .
Nel 1993, Graziella si reca in Mozambico come responsabile di un progetto sanitario dell'Associazione Italiana per la Solidarietà fra i Popoli (AISPO) .
Nel 1994, giunge in Somalia, a Merca, ove dirige il Centro anti-tubercolosi (con 100 posti letto) della Caritas Italiana iniziato dalla connazionale Annalena Tonelli . 
Il 22 ottobre 1995, Graziella Fumagalli è assassinata a colpi d'arma da fuoco in viso da  sicari somali per ragioni ignote (nulla viene rubato né vi furono rivendicazioni). Nello stesso agguato rimane ferito al volto il biologo italiano Cristoforo Andreoli .